# 翁铁慧

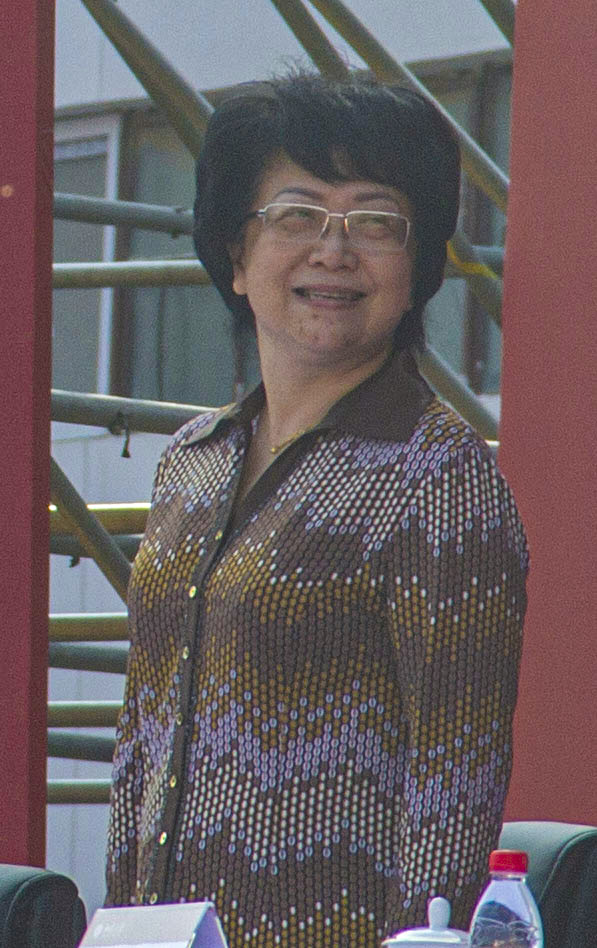
翁铁慧

翁铁慧（1964年4月12日—），女，浙江宁波人，中華人民共和國政治人物。中国共产党党员。曾任中华人民共和国教育部副部长、党组成员。

## 生平
翁铁慧毕业于复旦大学，畢業後先後任复旦大学学生工作部部长，复旦大学党委副书记、副校长。2003年起先後任上海市教育工作党委副书记，上海市科教工作党委副书记。2008年2月起任上海市政府副秘书长。2013起任分管教育、文化等工作的上海市人民政府副市长以及上海市红十字会会长。翁铁慧曾出現在2018年Dota 2国际邀请赛直播現場上的2019年上海Dota 2国际邀请赛宣傳片裡面。2019年1月起擔任中華人民共和國教育部副部長。
2024年8月，翁铁慧卸任中華人民共和國教育部副部長职务。